# Peter Acht
Peter Acht (11. června 1911 Marggrabowa – 7. května 2010 Řezno) byl německý historik a diplomatik.

## Výběr z jeho děl
- Die Cancellaria in Metz. Eine Kanzlei- und Schreibschule um die Wende des 12. Jahrhunderts. Diplomatische Beziehungen um Mittel- und Niederrhein und zum französischen Westen. Diesterweg, Frankfurt am Main 1940 (= Schriften des Wissenschaftlichen Instituts der Elsaß-Lothringer im Reich an der Universität Frankfurt, Neue Folge Nr. 25).
- Die Traditionen des Klosters Tegernsee 1003–1242. Beck, München 1952 (= Quellen und Erörterungen zur Bayerischen Geschichte, Neue Folge 9,1) zugleich Habilitationsschrift
- Mainzer Urkundenbuch. Band 2: Die Urkunden seit dem Tode Erzbischof Adalberts I. (1137) bis zum Tode Erzbischof Konrads (1200). 2 Teile, Hessische Historische Kommission, Darmstadt 1968 und 1971 (Arbeiten der Hessischen Kommission Darmstadt / Mainzer Urkundenbuch 2).